# Aljutovellinae
Aljutovellinae es una subfamilia de foraminíferos bentónicos de la familia Profusulinellidae, de la superfamilia Ozawainelloidea, del suborden Fusulinina y del orden Fusulinida. Su rango cronoestratigráfico abarca desde el Bashkiriense hasta el Moscoviense (Carbonífero inferior).

## Discusión
Clasificaciones previas hubiesen incluido los géneros de Aljutovellinae en la subfamilia Fusulininae, de la familia Fusulinidae, de la superfamilia Fusulinoidea, del suborden Fusulinina y del orden Fusulinida. Clasificaciones más reciente incluyen Aljutovellinae en la subclase Fusulinana de la clase Fusulinata. Otras clasificaciones la incluyen en la familia Aljutovellidae.

## Clasificación
Aljutovellinae incluye a los siguientes géneros:
- Aljutovella †, también considerado en la subfamilia Profusulinellinae
- Priscoidella †, también considerado en la subfamilia Profusulinellinae
- Skelnevatella †, también considerado en la subfamilia Profusulinellinae
- Subaljutovella †, también considerado en la subfamilia Profusulinellinae
- Tikhonovichiella †, también considerado en la subfamilia Profusulinellinae

Otro género considerado en Aljutovellinae es:
- Elongatella †, considerado un subgénero de Aljutovella, es decir, Aljutovella (Elongatella)